# Jake Manley
Jake Manley (* 23. August 1991 in Oakville, Ontario) ist ein kanadischer Schauspieler.

## Leben
Manley hat eine jüngere Schwester. Seine Schauspielkarriere begann ab 2012 mit der Darstellung von Charakteren in verschiedenen US-amerikanischen und kanadischen Fernsehserien. 2014 war er in zwei Spielfilmen, Joy Ride 3: Road Kill und Love, Rosie – Für immer vielleicht, in Nebenrollen zu sehen. In der Fernsehserie 
iZombie wirkte er in insgesamt fünf Episoden mit. Seit 2019 stellt er in der Fernsehserie The Order den magisch begabten Werwolf Jack Morton dar.
2021 heiratete er die Schauspielerin Jocelyn Hudon, im Hallmark-Film Love in the Maldives (2023) spielten sie gemeinsam die beiden Hauptrollen.

## Filmografie
- 2012: 3 Audrey (Mini-Fernsehserie, 5 Episoden)
- 2012: Beauty and the Beast (Fernsehserie, Episode 1x07)
- 2013: Cracked (Fernsehserie, Episode 1x09)
- 2013: Hemlock Grove (Fernsehserie, Episode 1x09)
- 2014: Joy Ride 3: Road Kill
- 2014: Love, Rosie – Für immer vielleicht (Love, Rosie)
- 2015: Bad Hair Day (Fernsehfilm)
- 2015: Defiance (Fernsehserie, Episode 3x05)
- 2015: Heroes Reborn (Mini-Fernsehserie, 4 Episoden)
- 2015: Northpole: Weihnachten steht vor der Tür (Northpole: Open for Christmas) (Fernsehfilm)
- 2016: Pregnant at 17 (Fernsehfilm)
- 2016: Rolston Rye's Guide to LA (Fernsehserie, 3 Episoden)
- 2016: American Gothic (Fernsehserie, Episode 1x11)
- 2017: American Gods (Fernsehserie, Episode 1x07)
- 2017: Casual (Fernsehserie, Episode 3x06)
- 2017: Hush Little Baby (Fernsehfilm)
- 2018: iZombie (Fernsehserie, 5 Episoden)
- 2018: Seven in Heaven
- 2018: Trollville (Fernsehserie, 2 Episoden)
- 2018: TMI Crossing the Threshold
- 2019: Project Blue Book (Fernsehserie, Episode 1x01)
- 2019: Bailey – Ein Hund kehrt zurück (A Dog's Journey)
- 2019: Midway – Für die Freiheit (Midway)
- 2019: Brotherhood
- 2019–2020: The Order (Fernsehserie, 20 Episoden)
- 2020: Hotwired in Suburbia
- 2020: Infamous
- 2020: Holidate
- 2023: The Consultant
- 2023: Love in the Maldives (Fernsehfilm)